# Europameisterschaften im Bogenschießen 1968
Die 1. Europameisterschaften im Bogenschießen wurden am 6. und 7. September 1968 in Reutte in Tirol ausgetragen.

## Ergebnisse
Es wurden nur Medaillen in Disziplinen mit dem Recurvebogen vergeben.
| Disziplin         | Gold                                                 | Silber                                                 | Bronze                                               |
| ----------------- | ---------------------------------------------------- | ------------------------------------------------------ | ---------------------------------------------------- |
| Männer Einzel     | Kyösti Laasonen                                      | Jacques Becken                                         | Olle Boström                                         |
| Frauen Einzel     | Maria Mączyńska                                      | Pauline Edwards                                        | Sigrid Johansson                                     |
| Männer Mannschaft | Großbritannien Ian Dixon Roy Matthews Ed Gamble      | Finnland Kyösti Laasonen Jorma Sandelin Tuomo Virtanen | Dänemark Arne Jacobsen Herluf Andersen Arvid Nielsen |
| Frauen Mannschaft | Polen Maria Mączyńska Zofia Piskorek Grażyna Kotlarz | Großbritannien Pauline Edwards Simester J. Hills       | Dänemark Anne Tønnesen Inga Hendriksen Lilli Lentz   |

## Medaillenspiegel
| Platz  | Land           | Gold | Silber | Bronze | Gesamt |
| ------ | -------------- | ---- | ------ | ------ | ------ |
| 1      | Polen          | 2    | –      | –      | 2      |
| 2      | Großbritannien | 1    | 2      | –      | 3      |
| 3      | Finnland       | 1    | 1      | –      | 2      |
| 4      | Frankreich     | –    | 1      | –      | 1      |
| 5      | Dänemark       | –    | –      | 2      | 2      |
| 6      | Schweden       | –    | –      | 2      | 2      |
| Gesamt | Gesamt         | 4    | 4      | 4      | 12     |